# Modesta Sanginés Uriarte
Modesta Sanginés Uriarte, ou Modesta Sanjinés, née le 26 février 1832 à La Paz en Bolivie et morte le 3 février 1887 à Pau en France, est une compositrice, poétesse, journaliste, essayiste et philanthrope bolivienne.
Elle est considérée comme l'un des principaux compositeurs de la Bolivie au XIXe siècle. Elle écrit plus de cinquante compositions ; ses œuvres non encore publiées sont rassemblées et publiées en 2015. En plus de composer, Modesta Sanginés est poétesse et journaliste, écrivant des articles pour les femmes et publiant des légendes de son pays. Ses œuvres philanthropiques permettent de fournir des services sociaux aux personnes âgées, aux orphelins et aux pauvres, en faisant construire une aile d’hôpital pour prendre soin de ceux qui ne sont pas en mesure de subvenir à leurs besoins. Elle utilise également ses talents musicaux pour collecter des fonds pour aider les blessés et les prisonniers de guerre pendant la guerre entre la Bolivie, le Chili et le Pérou pour le contrôle de la côte Pacifique de l'Amérique du Sud.

## Biographie

### Jeunesse et vie personnelle
Modesta Cesárea Sanginés Uriarte naît le 26 février 1832 à La Paz, en Bolivie ; elle est la fille de Manuela Uriarte Sagárnaga et d'Indalecio Sanginés y Calderón. À l'époque, l'éducation est généralement réservée aux hommes, mais les parents de Modesta Sanginés l'inscrivent dans une école récemment créée par Dámasa Cabezón, une éducatrice chilienne. Celle-ci a fondé au Chili avec succès une école pour femmes, et à l'invitation du gouvernement bolivien, elle fonde une école similaire à La Paz en 1845, qui fonctionne pendant trois ans. Modesta Sanginés intègre cette école et étudie les langues française et italienne, les arts et la musique. Elle est particulièrement douée au piano et donne régulièrement des récitals en duo avec Adolfo Ballivián, qui deviendra plus tard président de la Bolivie.
Féministe et indépendante, Modesta Sanginés choisit de ne pas se marier, bien qu'elle ait des prétendants, mais elle préfère conserver sa liberté. Lorsque ses parents meurent, elle habite sa propre maison, plutôt que d'habiter la maison familiale avec son frère, comme c'était la coutume.

### Carrière musicale
Connue comme chanteuse de talent autant que comme pianiste, Modesta Sanginés fonde avec Bernandino Sagárnaga la Société philharmonique de La Paz en 1863,. Modesta Sanginés commence à composer de la musique et, bien que formée à l'école des grands musiciens Beethoven, Bellini, Liszt, Mozart et Strauss, sa musique tend plutôt à refléter des thèmes patriotiques et religieux. Sa valse sentimentale, Sueños de color de rosa (Rêves couleur de rose) est typique de son style tendre et nostalgique. La plupart de ses œuvres sont restées inédites, mais elle écrit plus de 50 compositions et en publie deux volumes à Paris. Elle fait ainsi paraître le recueil El Alto de la Alianza (La hauteur de l'Alliance) et les chants et cantiques Arroyuelo (Rivulet), Cantos a la Virgen (Chants à la Vierge), La brisa del Uchamachi (La brise de l'Uchamachi), Pensamiento (Pensée), Plegaria a Jusús Crucificado (Prière à Jésus crucifié), Recuerdo de los Andes (Souvenir des Andes), Villancicos (Chants de Noël), Zapateo Indio (Indien Zapateo) et des compositions pour commémorer les personnalités comme Rigoberto Torrico, Juan Ondarza et son frère Bernardino Sanjinés Uriarte, ainsi que Variaciones sobre el tema del Himno Nacional (Variations sur le thème de l'hymne national).
En plus de ses compositions musicales, Modesta Sanginés écrit dès sa jeunesse des textes littéraires et poétiques, traduit des œuvres d'autres auteurs et donne des cours de langues Elle publie des articles dans le journal El Jardincito de Maria (Le petit jardin de Marie) dans lequel elle écrit des conseils pratiques pour les femmes et pour leur usage domestique. Elle devient rédactrice en chef de ce journal qui publie un total de 267 numéros, bien qu'il change plus tard de nom pour devenir Semanario Católico en 1878,. Dans un genre similaire, elle publie le livre Trabajos de aguja – nociones de economía doméstica – sencillas preparaciones para alimentos (Travail à l'aiguille – notions économiques domestiques – préparations alimentaires simples, 1874). D'autres œuvres comprennent Leyenda "El Desertor" (La Légende du déserteur) qui paraît dans une anthologie nationale, Las dos Claras (Les Deux Claras) et El Hijo del Cóndor (Le Fils du condor).  Elle écrit aussi une élégie poétique à sa mère, qui reflète le sentiment romantique de sa perte.
En tant que bienfaitrice, Modesta Sanginés prend particulièrement soin des pauvres et des malades. Elle finance et fait construire une partie de l'hôpital Loaiza pour procurer des soins aux démunis, aux personnes âgées, aux orphelins et aux femmes. Elle est membre de la Sociedad de Beneficencia (Société de Bienfaisance), elle œuvre sur de nombreux projets d'aide sociale, notamment en distribuant de la nourriture pendant la famine de 1878. Lors de la guerre du Pacifique, Modesta Sanginés met sur pied une organisation pour soigner les blessés et les prisonniers de guerre. En organisant des salons musicaux et des concerts chez elle, elle collecte des fonds pour l'effort de guerre.
À la fin de la guerre, elle veut voyager et se rend en Europe pour enrichir son éducation et améliorer sa santé. Dans son testament, elle laisse des legs à plusieurs de ses employées, à sa famille et à ses amies, précisant spécifiquement que les fonds doivent donner aux femmes leur propre source de revenus pour les nécessités et l'éducation, sans intervention masculine.

### Mort et postérité
Modesta Sanginés meurt le 5 février 1887 à Paris. Le ministre plénipotentiaire de Bolivie en France, Aniceto Arce (qui deviendra plus tard le président bolivien) et la diaspora bolivienne vivant à Paris lui rendent hommage, avant que son corps ne soit renvoyé dans son pays natal pour être inhumé dans le mausolée familial du cimetière général de La Paz,.
Elle est considérée comme l'une des principales compositrices de son époque en Bolivie. En 2011, l'historienne bolivienne Patricia Montaño, une lointaine nièce, hérite des papiers de Modesta Sanginés et les propose à la vente au Centre de documentation sur la littérature et les arts latino-américains (Centro de Documentación en Artes y Literaturas Latinoamirecanas, Cedoal), qui les acquiert après authentification par Javier Parrado. Une équipe de recherche du Cedoal transcrit les documents, récupère des partitions inédites et des chroniques diverses dans des carnets écrits par Modesta Sanginés, ainsi qu'un livre et d'autres partitions qui avaient été publiées à Paris en 1858 et 1881. Les œuvres nouvellement découvertes sont alors rassemblées dans le livre Modesta C. Sanjinés Uriarte : Música Boliviana en Partitura (Modesta C. Sanjinés Uriarte: Bolivian Sheet Music) publié par la Fondation Simón I. Patiño en 2015.

### Citations
1. 1 2 3 4 5 6 7  Montaño et Adenauer 2008.
2. ↑  Urquidi 1918, p. 24.
3. 1 2 3  Urquidi 1918, p. 25.
4. ↑  Suárez 1878, p. 130.
5. 1 2  Urquidi 1918, p. 28.
6. 1 2  Blanco Mamani 2012.
7. ↑  Urquidi 1918, p. 27.
8. ↑  Urquidi 1918, p. 27-28.
9. ↑  Urquidi 1918, p. 28, 31.
10. ↑  Blanco Mamani 2005, p. 174.
11. ↑  Urquidi 1918, p. 29.
12. ↑  Urquidi 1918, p. 30.
13. ↑  Urquidi 1918, p. 31–32.
14. ↑  Urquidi 1918, p. 32.
15. ↑  Urquidi 1918, p. 32–33.
16. ↑  Vargas 2013.
17. 1 2  Urquidi 1918, p. 34.
18. ↑  Burrell i Florià 1996, p. 396.
19. ↑  Página Siete 2015.
20. ↑  Espacio Simón I. Patiño 2015.